# 1SWASP J093010.78+533859.5
1SWASP J093010.78+533859.5, en abrégé J093010, est un système stellaire hiérarchique constitué de cinq étoiles. Le système est constitué de deux paires d'étoile et d'une cinquième étoile en orbite autour d'une des deux paires. La structure du système est la suivante :
|  | « A Prim. » |
|  |             |
|  | « A Sec. »  |
|  |             |

|  | « A Ter. » |
|  |            |

|  | « A Prim. » |
|  |             |
|  | « A Sec. »  |
|  |             |

|  | « A Ter. » |
|  |            |

|  | « B Prim.» |
|  |            |

|  | « B Sec. » |
|  |            |

|  | « B Prim.» |
|  |            |

|  | « B Sec. » |
|  |            |

|  | « A Prim. » |
|  |             |
|  | « A Sec. »  |
|  |             |

|  | « A Ter. » |
|  |            |

|  | « A Prim. » |
|  |             |
|  | « A Sec. »  |
|  |             |

|  | « A Ter. » |
|  |            |

|  | « B Prim.» |
|  |            |

|  | « B Sec. » |
|  |            |

|  | « B Prim.» |
|  |            |

|  | « B Sec. » |
|  |            |